# Caribbomerus brasiliensis
Caribbomerus brasiliensis är en skalbaggsart som först beskrevs av Dilma Solange Napp och Martins 1984.  Caribbomerus brasiliensis ingår i släktet Caribbomerus och familjen långhorningar. Inga underarter finns listade.